# Lisatshobma
Lisatshobma är en kulle i Finland. Den ligger i Utsjoki kommun i landskapet Lappland, i den norra delen av landet, 1 100 km norr om huvudstaden Helsingfors. Toppen på Lisatshobma är 394 meter över havet. Lisatshobma ingår i Paistunturit.
Terrängen runt Lisatshobma är platt åt nordost, men åt sydväst är den kuperad.  Trakten runt Lisatshobma är nära nog obefolkad, med mindre än två invånare per kvadratkilometer. Det finns inga samhällen i närheten. Omgivningarna runt Lisatshobma är i huvudsak ett öppet busklandskap.